# Рудянский Троицкий монастырь
Рудянский Троицкий монастырь (Рудьский монастырь, Монастырь Рудь; рум. Mănăstirea Rudi) — женский (ранее мужской) монастырь Молдавской митрополии Русской православной церкви в селе Рудь Сорокского района Молдавии. Памятник архитектуры.

## Описание
Рудянский монастырь был построен в 1772 году. Местность, в которой он расположен, является уникальным природным ландшафтом: здесь Днестр образует ущелье, называемое «Эоловой арфой», прежде чем выйти в широкую долину. Территория включена в ландшафтный заказник Рудь-Арионешты.

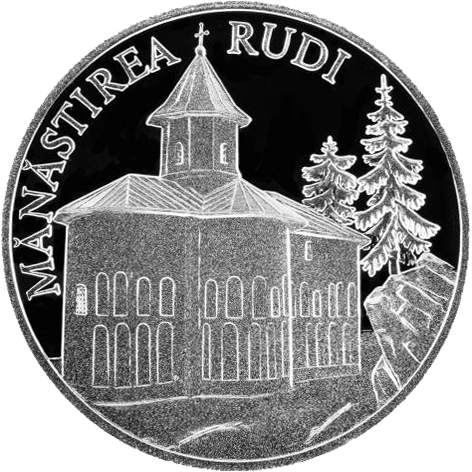
Троицкая церковь на памятной монете «Рудьский монастырь»

Доминирующим строением монастырского ансамбля является Троицкая церковь, возведённая в 1777 году. Она построена с максимальным использованием природного камня, в плане представляет трилистник из трёх полуциркульных апсид. На четырёхскатной кровле установлен восмигранный барабан, который венчает световой купол с восьмискатной крышей. Западный и северный фасады декорированы лопатками, придающими зданию стройность и монументальность. В интерьере церкви северная и южная апсиды перекрыты конхами. Своды выполнены по молдавской системе с двойным рядом парусов и украшены фресками. Над монастырскими воротами ранее располагалась двухпролётная арка-звонница (утрачена в начале XX века).
Монастырь считается ярким примером молдавского зодчества, в котором нашли проявление особенности древнерусского зодчества и элементы византийской архитектуры.
В 1980-е годы в здании монастыря размещался детский санаторий.